# Heliopora coerulea
Heliopora coerulea is een Helioporaceasoort uit de familie van de Helioporidae. De wetenschappelijke naam van de soort is voor het eerst geldig gepubliceerd in 1766 door Pallas. De soort komt voor in de Rode Zee en langs de kusten van Oost-Afrika tot in de zeeën rondom Zuidoost-Azië en Polynesië. Verder komt de soort ook voor bij Zuid-Japan, Australië en in de Koraalzee tot aan Amerikaans-Samoa. De soort staat op de Rode Lijst van de IUCN geklasseerd als 'kwetsbaar'.